# Nekrolog 1. Quartal 1931
Nekrolog
◄◄
| ◄
| 1927
| 1928
| 1929
| 1930
| 1931 | 1932 | 1933 | 1934 | 1935 | ► | ►►
1. Quartal |
2. Quartal |
3. Quartal |
4. Quartal 1931
Weitere Ereignisse | Allgemeiner Nekrolog 1931
Die Beschreibung der verstorbenen Person sollte so kurz wie möglich gehalten sein und nur deren signifikante Tätigkeit(en) enthalten.
Neue Namen ggf. auch unter dem Geburts- und Sterbedatum, also etwa unter 1. Januar und im Geburts- und Sterbejahr (2024) eintragen (nur bei entsprechender großer Wichtigkeit). Für Beispiele siehe die schon vorhandenen Artikel.
Außerdem über die fünf zuletzt Verstorbenen, zu denen es einen ausreichend guten Artikel für eine Präsentation auf der Hauptseite gibt, nach der todesbedingten Überarbeitung der Artikel ggf. auch unter Wikipedia Diskussion:Hauptseite informieren und sie am besten auch in den anderen Wikipedia-Sprachversionen eintragen. Tipp: Regelmäßig bei news.google.de nach „ist tot“, „gestorben“ oder „verstorben“ suchen.
Wenn eine Person gestorben ist, gibt es viele Seiten zu dieser Person in der Wikipedia, die davon auch betroffen sind und entsprechend aktualisiert werden müssen. Beispiele: Namenübersichtsseite, Geburtsjahr, Geburtsort-Seiten und viele mehr.
Wie finde ich die betroffenen Seiten?
Im Suchfeld auf der linken Seite gibt man den Suchbegriff so ein: „Vorname Nachname“. Dann klickt man auf Volltext und alle Seiten mit entsprechendem Suchtext werden aufgerufen. Hier sieht man dann schnell, wo auch das Todesjahr Sinn macht oder sogar ein Teil des Artikels angepasst werden muss. Auch hilft das „Werkzeug“ auf der linken Seite sehr gut, um solche Seiten aufzufinden: „Links auf diese Seite“. Somit ist die Wikipedia wieder aktuell in allen Bereichen! Hinweis: bei Eintragung der Kategorie „Gestorben JAHR“ wird der Missbrauchsfilter 49 ausgelöst, was jedoch nicht schlimm ist. Siehe: Spezial:Missbrauchsfilter/49
Dies ist eine Liste von im ersten Quartal 1931 verstorbenen bekannten Persönlichkeiten. Die Einträge erfolgen innerhalb der einzelnen Daten alphabetisch sortiert. Tiere sind im Nekrolog für Tiere zu finden.

## Januar
| Tag        | Name                                 | Beruf, bekannt als | Alter | Beleg |
| ---------- | ------------------------------------ | --- | ----- | ----- |
| 1. Januar  | Martinus Willem Beijerinck           | niederländischer Mikrobiologe | 79    |       |
| 1. Januar  | Hjalmar Bergman                      | schwedischer Schriftsteller | 47    |       |
| 1. Januar  | James Perrin Smith                   | US-amerikanischer Geologe und Paläontologe                                                                                         | 66    |       |
| 2. Januar  | Bernhard Kirsch                      | deutscher Bauingenieur und Hochschullehrer                                                                                         | 77    |       |
| 2. Januar  | Walther Münch-Ferber                 | deutscher Unternehmer, Textilfabrikant und Politiker (NLP), MdR                                                                    | 80    |       |
| 2. Januar  | Helene Wachsmuth                     | deutsche Schriftstellerin und Malerin                                                                                              | 86    |       |
| 3. Januar  | Joseph Joffre                        | französischer General, Mitglied der Académie française, Marschall von Frankreich                                                   | 78    |       |
| 3. Januar  | Karl Lamberg                         | österreichischer Politiker | 90    |       |
| 3. Januar  | Karl Lichtwark                       | deutscher Organist | 71    |       |
| 4. Januar  | Art Acord                            | US-amerikanischer Stummfilmschauspieler und Rodeo-Champion                                                                         | 40    |       |
| 4. Januar  | Sigbert Ganser                       | deutscher Mediziner | 77    |       |
| 4. Januar  | Franz Kotzke                         | deutscher Politiker (SPD), MdR | 62    |       |
| 4. Januar  | Louise von Großbritannien und Irland | Prinzessin von Großbritannien und Irland                                                                                           | 63    |       |
| 4. Januar  | Friedrich Tewes                      | Altertumsforscher und der Bibliothekar der hannoverschen Stadtbibliothek                                                           | 71    |       |
| 4. Januar  | Maximiliane von Weißenthurn          | österreichische Schriftstellerin, Essayistin und Übersetzerin                                                                      | 79    |       |
| 5. Januar  | Carl Briese                          | preußischer Offizier, zuletzt Generalleutnant im Ersten Weltkrieg                                                                  | 72    |       |
| 5. Januar  | Thomas Bothwell Butler               | US-amerikanischer Politiker | 64    |       |
| 5. Januar  | Charles G. Conn                      | US-amerikanischer Politiker | 86    |       |
| 5. Januar  | Charles Royds                        | britischer Marineoffizier und Polarforscher                                                                                        | 54    |       |
| 6. Januar  | Harry Clarke                         | irischer Glasmaler und Buchillustrator                                                                                             | 41    |       |
| 6. Januar  | Johann Eisterer                      | österreichischer Bauer und Politiker (CS), Landtagsabgeordneter, Abgeordneter zum Nationalrat                                      | 76    |       |
| 6. Januar  | Adolf Kempkes                        | deutscher Politiker (DVP), MdR | 59    |       |
| 6. Januar  | Ernst Siemerling                     | deutscher Neurologe und Psychiater                                                                                                 | 73    |       |
| 6. Januar  | Ethel Grey Terry                     | US-amerikanische Stummfilmschauspielerin                                                                                           | 48    |       |
| 7. Januar  | Joseph Bernard                       | französischer Bildhauer | 64    |       |
| 7. Januar  | Karl Brandt                          | deutscher Zoologe, Meeresbiologe und Hochschullehrer                                                                               | 76    |       |
| 7. Januar  | Edward Channing                      | US-amerikanischer Historiker und Hochschullehrer                                                                                   | 74    |       |
| 7. Januar  | Ludwig Huyn                          | österreichischer Generalmajor | 77    |       |
| 7. Januar  | Paul Kuh-Chrobak                     | österreichischer Beamter und Finanzminister                                                                                        | 67    |       |
| 7. Januar  | Ignaz Urban                          | deutscher Botaniker | 83    |       |
| 8. Januar  | Auguste Bouge                        | französischer Politiker, Mitglied der Nationalversammlung und Anwalt                                                               | 77    |       |
| 09. Januar | Edgar Amphlett                       | britischer Fechter | 63    |       |
| 9. Januar  | Claude Anet                          | französischer Schriftsteller und Tennisspieler                                                                                     | 62    |       |
| 9. Januar  | Cuno Hofer                           | Schweizer Jurist und Schriftsteller                                                                                                | 44    |       |
| 9. Januar  | Iwan Jegorowitsch Wolnow             | russisch-sowjetischer Schriftsteller                                                                                               | 45    |       |
| 9. Januar  | Paul Julius                          | österreichischer Chemiker | 68    |       |
| 10. Januar | Ludwig Dingeldein                    | deutscher General der Infanterie                                                                                                   | 75    |       |
| 10. Januar | Oscar Fetrás                         | deutscher Komponist und Dirigent                                                                                                   | 76    |       |
| 10. Januar | Hermann von Frankenberg              | deutscher Verwaltungsjurist und Hauptvorsitzender des Harzklubs                                                                    | 65    |       |
| 11. Januar | Gertrud Arnold                       | deutsche Schauspielerin | 59    |       |
| 11. Januar | Gustav Hermann Göhl                  | deutscher Lehrer, Philologe und Esperantist                                                                                        | 71    |       |
| 11. Januar | Günther Holstein                     | deutscher Jurist | 38    |       |
| 11. Januar | Duncan Pirie                         | britischer Politiker und Offizier                                                                                                  | 72    |       |
| 11. Januar | Nathan Straus                        | deutsch-amerikanischer Geschäftsmann und Philanthrop                                                                               | 82    |       |
| 12. Januar | Jakob Beckenkamp                     | deutscher Mineraloge | 75    |       |
| 12. Januar | Giovanni Boldini                     | italienischer Porträtmaler des Impressionismus                                                                                     | 88    |       |
| 12. Januar | Alfred Kühtmann                      | deutscher Rechtsanwalt und Notar                                                                                                   | 83    |       |
| 12. Januar | Alwin Robert Rudert                  | sächsischer Staatsbeamter | 80    |       |
| 13. Januar | John William Burgess                 | US-amerikanischer Politikwissenschaftler, Historiker und Jurist                                                                    | 86    |       |
| 13. Januar | Earl Douglass                        | US-amerikanischer Paläontologe | 68    |       |
| 13. Januar | Carl Herold                          | deutscher Politiker (Zentrum), MdR                                                                                                 | 82    |       |
| 13. Januar | Joseph Johnstone                     | schottischer Politiker |       |       |
| 13. Januar | Kálmán Kandó                         | ungarischer Ingenieur und Lokomotiv-Konstrukteur                                                                                   | 61    |       |
| 13. Januar | Anna Schmidt                         | deutsche Schaustellerin | 33    |       |
| 13. Januar | Karl Ludwig Albert Schwarz           | deutscher Bankier, Mäzen Bahai-Funktionär                                                                                          | 59    |       |
| 14. Januar | William Ernest Johnson               | britischer Logiker | 72    |       |
| 14. Januar | Gabriel von Sedlmayr                 | bayerischer Unternehmer | 80    |       |
| 15. Januar | Erik Leonard Ekman                   | schwedischer Botaniker | 47    |       |
| 15. Januar | Diedrich Meyer                       | deutscher Ingenieur, Schriftleiter und VDI-Direktor                                                                                | 70    |       |
| 15. Januar | Leonhard Schrickel                   | deutscher Schriftsteller von historischen Romanen                                                                                  | 54    |       |
| 16. Januar | Karl Lorenz                          | Senatspräsident beim Reichsgericht                                                                                                 | 63    |       |
| 16. Januar | Carl Hansen Ostenfeld                | dänischer Botaniker | 57    |       |
| 16. Januar | Stanisław Puchalski                  | polnischer Divisionsgeneral | 64    |       |
| 16. Januar | Werner Söderhjelm                    | finnischer Romanist, Germanist und Diplomat                                                                                        | 71    |       |
| 17. Januar | Hermine Laukota                      | deutsch-böhmische Malerin und Grafikerin                                                                                           | 77    |       |
| 18. Januar | Wilhelm Schultzen                    | deutscher Sanitätsoffizier; Heeres-Sanitätsinspekteur der Reichswehr                                                               | 67    |       |
| 18. Januar | Hugo Tetrode                         | niederländischer Naturwissenschaftler                                                                                              | 35    |       |
| 19. Januar | Albert Kemmann                       | deutscher Bürgermeister | 72    |       |
| 19. Januar | Thomas David Nicholls                | US-amerikanischer Politiker | 60    |       |
| 20. Januar | Adeline Chapman                      | englisch-britische Frauenwahlrechtsaktivistin                                                                                      | 83    |       |
| 20. Januar | Josef Gross                          | Bischof von Leitmeritz | 64    |       |
| 20. Januar | Margrethe Munthe                     | norwegische Lehrerin, Schriftstellerin und Kinderbuchautorin                                                                       | 70    |       |
| 20. Januar | Alphons Žák                          | österreichischer Prämonstratenser-Chorherr und Historiker                                                                          | 62    |       |
| 21. Januar | Felix Michailowitsch Blumenfeld      | russischer Komponist | 67    |       |
| 21. Januar | Cesare Burali-Forti                  | italienischer Mathematiker | 69    |       |
| 21. Januar | Charles William Kahles               | US-amerikanischer Comiczeichner und -autor deutscher Herkunft                                                                      | 53    |       |
| 21. Januar | Robert LeGendre                      | US-amerikanischer Leichtathlet | 33    |       |
| 21. Januar | Therese Studer                       | Begründerin katholischer Arbeiterinnenvereine, erste Verbandsekretärin beim Süddeutschen Verband katholischer Arbeiterinnenvereine | 68    |       |
| 21. Januar | Edwin Scott Votey                    | US-amerikanischer Erfinder des Pianola                                                                                             | 74    |       |
| 22. Januar | Ladislaus Batthyány-Strattmann       | Chirurg und Philanthrop aus der ungarischen Adelsfamilie Batthyány                                                                 | 60    |       |
| 22. Januar | Adolf Gottwald                       | deutscher Lehrer und Politiker (Zentrum), MdL                                                                                      | 58    |       |
| 22. Januar | William Martin                       | US-amerikanischer Sportschütze | 64    |       |
| 22. Januar | Else Otten                           | niederländische literarische Übersetzerin                                                                                          | 57    |       |
| 22. Januar | Alma Rubens                          | US-amerikanische Stummfilmschauspielerin                                                                                           | 33    |       |
| 22. Januar | Max Schneidewin                      | deutscher evangelisch-lutherischer Theologe und klassischer Philologe                                                              | 87    |       |
| 23. Januar | Andreas Huonker                      | deutscher Auswanderer und Goldsucher in Nordamerika                                                                                |       |       |
| 23. Januar | Charles J. Merfield                  | australischer Ingenieur und Astronom                                                                                               | 64    |       |
| 23. Januar | Anna Pawlowna Pawlowa                | russische Meistertänzerin des klassischen Balletts                                                                                 | 49    |       |
| 23. Januar | August Rohling                       | Prager Kanonikus und Professor der katholischen Theologie                                                                          | 91    |       |
| 23. Januar | Ernst Seidler von Feuchtenegg        | österreichischer Politiker und Ministerpräsident                                                                                   | 68    |       |
| 23. Januar | Wilhelm zu Stolberg-Wernigerode      | deutscher Diplomat | 60    |       |
| 24. Januar | James Percy FitzPatrick              | südafrikanischer Politiker und Autor                                                                                               | 68    |       |
| 24. Januar | Moritz von und zu Franckenstein      | deutscher Reichsrat und Politiker (Zentrum, BVP), MdR                                                                              | 61    |       |
| 24. Januar | Gregor Govrik                        | armenisch-katholischer Ordensgeistlicher, Generalabt der Mechitaristen von Wien                                                    | 90    |       |
| 24. Januar | Emil Hell                            | preußischer Offizier, zuletzt Generalmajor im Ersten Weltkrieg                                                                     | 66    |       |
| 24. Januar | Otto Heuer                           | deutscher Literaturhistoriker, Gründer des Goethe-Museums, Direktor des Freien Deutschen Hochstifts                                | 76    |       |
| 24. Januar | Eduard Pelissier                     | deutscher Gymnasiallehrer und Historiker                                                                                           | 81    |       |
| 25. Januar | Johannes Mittelstaedt                | deutscher Jurist | 62    |       |
| 25. Januar | Albert Wolfinger                     | liechtensteinischer Landwirt und Politiker                                                                                         | 80    |       |
| 26. Januar | Graça Aranha                         | brasilianischer Schriftsteller und Diplomat                                                                                        | 62    |       |
| 26. Januar | Edward I. Edwards                    | US-amerikanischer Politiker | 67    |       |
| 26. Januar | Edward Joseph McCarthy               | kanadischer Geistlicher und römisch-katholischer Erzbischof von Halifax                                                            | 81    |       |
| 27. Januar | Karl Frieß                           | deutscher Jurist und Politiker (DFP), MdR                                                                                          | 86    |       |
| 27. Januar | Einar Lundborg                       | schwedischer Flieger | 34    |       |
| 27. Januar | Andreas Müller                       | deutscher Politiker (SPD), MdL | 66    |       |
| 27. Januar | Kaspar Schleibner                    | deutscher Kirchenmaler | 67    |       |
| 28. Januar | Wilhelm Dibelius                     | deutscher Anglist und Hochschullehrer                                                                                              | 54    |       |
| 28. Januar | Ferdinand Oettker                    | Landwirt und Abgeordneter | 85    |       |
| 28. Januar | Gunther Plüschow                     | deutscher Marineoffizier und Pilot                                                                                                 | 44    |       |
| 28. Januar | Bernardo Soto Alfaro                 | Präsident Costa Ricas | 76    |       |
| 28. Januar | Hugo Wilhelm von Waldthausen         | Bochumer Industrieller | 77    |       |
| 29. Januar | Henri Berthelot                      | französischer General während des Ersten Weltkrieges                                                                               | 69    |       |
| 29. Januar | Franz Kopallik                       | österreichischer Maler | 71    |       |
| 30. Januar | Andrew Balfour                       | schottischer Arzt, Schriftsteller und Rugbyspieler                                                                                 | 57    |       |
| 30. Januar | William Hechler                      | anglikanischer Geistlicher und Unterstützer Theodor Herzls sowie des politischen Zionismus                                         | 85    |       |
| 30. Januar | Johann Kazda                         | österreichischer Architekt | 61    |       |
| 30. Januar | Paul Lücker                          | deutscher Arzt und Politiker | 83    |       |
| 30. Januar | Eduard Meyer                         | deutscher Domänenpächter, Pflanzen- und Tierzüchter                                                                                | 71    |       |
| 30. Januar | Friedrich Ris                        | Schweizer Libellenforscher und Direktor der Irrenanstalt Rheinau                                                                   |       |       |
| 30. Januar | Wilhelm Schüle                       | schweizerischer Ingenieur | 60    |       |
| 31. Januar | Pleasant T. Chapman                  | US-amerikanischer Politiker | 76    |       |
| 31. Januar | Joseph Mausbach                      | Theologe und Politiker | 69    |       |
| 31. Januar | Charles Meyer                        | dänischer Radsportler | 62    |       |
| 31. Januar | Ewald Schmahl                        | deutscher Bildhauer | 56    |       |

## Februar
| Tag         | Name                               | Beruf, bekannt als                                                                                        | Alter | Beleg |
| ----------- | ---------------------------------- | --- | ----- | ----- |
| 1. Februar  | Emmanuel d’Orléans, duc de Vendôme | Franzose aus dem Haus Orléans                                                                             | 59    |       |
| 1. Februar  | Severino Di Giovanni               | italienischer Anarchist                                                                                   | 29    |       |
| 1. Februar  | Philipp Fuchs                      | deutscher Verwaltungsbeamter und Richter                                                                  | 71    |       |
| 1. Februar  | Otto Grüneberg                     | deutscher Kommunist, Mordopfer der SA                                                                     | 22    |       |
| 1. Februar  | Louis Grünwaldt                    | deutscher Politiker (SPD), MdHB, Hamburger Senator                                                        | 74    |       |
| 1. Februar  | Salomon Krenberger                 | österreichischer Repräsentant                                                                             | 70    |       |
| 1. Februar  | Luigi Luiggi                       | italienischer Ingenieur und Politiker, Mitglied der Camera dei deputati                                   | 74    |       |
| 2. Februar  | Tivadar Batthyány                  | ungarischer Politiker                                                                                     | 71    |       |
| 2. Februar  | Philip Leslie Hale                 | amerikanischer Maler, Kunstkritiker, Kunstbuchautor und Lehrer                                            | 65    |       |
| 2. Februar  | Kajetan Mérey                      | österreichisch-ungarischer Diplomat                                                                       | 70    |       |
| 3. Februar  | Erich von Biedermann               | Geheimer Leagationsrat und Rittmeister                                                                    | 56    |       |
| 3. Februar  | Helen Vivien Gould                 | High Society-Lady in der New Yorker und Londoner Gesellschaft in der Belle Époque                         | 38    |       |
| 3. Februar  | Alois Holtmeyer                    | deutscher Architekt, Baubeamter und Denkmalpfleger                                                        | 58    |       |
| 3. Februar  | Dominic Jaquet                     | römisch-katholischer Bischof von Jassy                                                                    | 87    |       |
| 3. Februar  | Anton Lang                         | deutscher Landwirt und Politiker (Zentrum)                                                                | 70    |       |
| 3. Februar  | Hans Schardt                       | Schweizer Geologe                                                                                         | 72    |       |
| 3. Februar  | Sun Baoqi                          | chinesischer Politiker                                                                                    | 63    |       |
| 3. Februar  | Josef Wolfsthal                    | österreichischer Geiger, Orchesterleiter und Musikpädagoge                                                | 31    |       |
| 4. Februar  | Leonard Berlin-Bieber              | deutscher Fotograf mit Ateliers in Hamburg und Berlin                                                     | 89    |       |
| 4. Februar  | Sepp Eringer                       | deutscher Schauspieler und Volkssänger                                                                    | 57    |       |
| 4. Februar  | Dominique Gauchet                  | französischer Admiral                                                                                     | 77    |       |
| 4. Februar  | Andreas Vüllers                    | deutscher Berg- und Hüttendirektor                                                                        | 99    |       |
| 5. Februar  | Max Gauß                           | deutscher katholischer Priester, Lehrer und Politiker (Zentrum)                                           | 62    |       |
| 5. Februar  | Konrad Haury                       | Landtagsabgeordneter Volksstaat Hessen                                                                    | 58    |       |
| 5. Februar  | Josef Horovitz                     | deutscher Orientalist                                                                                     | 56    |       |
| 5. Februar  | Emil von Ottenthal                 | österreichischer Historiker                                                                               | 75    |       |
| 5. Februar  | W. Jasper Talbert                  | US-amerikanischer Politiker                                                                               | 84    |       |
| 5. Februar  | Kurt von Tepper-Laski              | deutscher Offizier, Sportreiter, Schriftsteller, Journalist und Pazifist                                  | 80    |       |
| 6. Februar  | Cyprian Fröhlich                   | deutscher Kapuziner                                                                                       | 77    |       |
| 6. Februar  | Motilal Nehru                      | indischer Anwalt und Staatsmann; Mitbegründer der Swaraj-Partei                                           | 69    |       |
| 7. Februar  | Carl Francke                       | deutscher Industrieller                                                                                   | 87    |       |
| 7. Februar  | Jules Thiry                        | belgischer Wasserballspieler                                                                              | 32    |       |
| 7. Februar  | Tommaso Tittoni                    | italienischer Politiker, Mitglied der Camera dei deputati                                                 | 75    |       |
| 8. Februar  | Edmund von Boch                    | deutscher Unternehmer                                                                                     | 86    |       |
| 8. Februar  | Immanuel von Frohnmeyer            | Prälat und Generalsuperintendent von Reutlingen                                                           | 83    |       |
| 8. Februar  | Robert Zimmermann                  | Schweizer Jesuit, Hochschullehrer und Sprachwissenschaftler                                               | 56    |       |
| 9. Februar  | Gustav Kemmann                     | deutscher Verkehrswissenschaftler                                                                         | 72    |       |
| 9. Februar  | Joseph Muggenthaler                | bayerischer Jurist und Kommunalpolitiker                                                                  | 75    |       |
| 10. Februar | Eugene de Blaas                    | italienischer Genremaler                                                                                  | 87    |       |
| 10. Februar | Mimi Kött                          | ungarische Sängerin und Schauspielerin                                                                    | 40    |       |
| 10. Februar | Franz Xaver Steindl                | deutscher Brauereibesitzer, Bürgermeister und Politiker (Zentrum), MdR                                    | 72    |       |
| 11. Februar | Dora Hohlfeld                      | deutsche Schriftstellerin                                                                                 | 70    |       |
| 11. Februar | Rudolf Meringer                    | österreichischer Sprachwissenschaftler                                                                    | 71    |       |
| 11. Februar | Charles Parsons                    | britischer Maschinenbauer                                                                                 | 76    |       |
| 11. Februar | Antonieta Rivas Mercado            | mexikanische Intellektuelle, Autorin, Frauenrechtlerin und Kunstmäzenin                                   | 30    |       |
| 11. Februar | Lon A. Scott                       | US-amerikanischer Politiker                                                                               | 42    |       |
| 11. Februar | Otto Wiemer                        | deutscher Politiker (FVP, FVp, DVP), MdR                                                                  | 63    |       |
| 12. Februar | Raniero Paulucci di Calboli        | italienischer Diplomat und Politiker, Gesandter in Portugal, der Schweiz, Japan sowie Spanien und Senator | 69    |       |
| 12. Februar | Georg Friedrich Calsow             | deutscher Verwaltungsjurist; Oberbürgermeister der Stadt Göttingen                                        | 73    |       |
| 13. Februar | Joseph Dowler                      | britischer Tauzieher                                                                                      | 52    |       |
| 13. Februar | Martin von Feuerstein              | deutscher Maler und Kunstprofessor                                                                        | 75    |       |
| 13. Februar | Otto Huntemüller                   | deutscher Arzt, Hygieniker, Sportmediziner und Hochschullehrer                                            | 52    |       |
| 13. Februar | Koide Narashige                    | japanischer Maler                                                                                         | 43    |       |
| 13. Februar | Hans von Liebig                    | Chemiker, alldeutsch-völkischer Publizist                                                                 | 56    |       |
| 13. Februar | Adolf Schwarz                      | Rabbiner und Publizist                                                                                    | 84    |       |
| 13. Februar | Frank Wright                       | US-amerikanischer Sportschütze                                                                            | 52    |       |
| 14. Februar | Sigmund von Pfetten-Arnbach        | deutscher Gutsbesitzer, Jurist und Politiker, MdR                                                         | 83    |       |
| 14. Februar | Ludwig Quessel                     | deutscher Publizist und Politiker (SPD), MdR                                                              | 58    |       |
| 14. Februar | Fritz Schroeder                    | deutscher Turn- und Sportpädagoge                                                                         | 78    |       |
| 15. Februar | Friedrich Landmann                 | deutscher Arzt und Lebensreformer                                                                         | 67    |       |
| 15. Februar | Ottilie Strobach                   | deutschmährische Opernsängerin                                                                            | 79    |       |
| 15. Februar | Charles Weck                       | Schweizer Politiker und Staatsrat des Kantons Freiburg                                                    | 93    |       |
| 16. Februar | Alexandre Emery                    | Schweizer Unternehmer und Politiker                                                                       | 80    |       |
| 16. Februar | Wilhelm von Gloeden                | deutscher Fotograf                                                                                        | 74    |       |
| 16. Februar | Henry Noël                         | schwarzafrikanischer Sklave, Mündel des Deutschen Kaisers Wilhelm I. und dessen Ehefrau Augusta           |       |       |
| 16. Februar | Thomas Urquhart                    | kanadischer Politiker                                                                                     | 72    |       |
| 17. Februar | Ernst von Bismarck                 | Landrat des Landkreises Naugard                                                                           | 77    |       |
| 17. Februar | August Theodor Kirsch senior       | österreichischer Zeitungsherausgeber                                                                      | 68    |       |
| 17. Februar | Ferdinand Langenberg               | deutscher Bildschnitzer                                                                                   | 81    |       |
| 17. Februar | Uncle Jimmy Thompson               | US-amerikanischer Country-Musiker                                                                         | 83    |       |
| 17. Februar | Heinrich Zimmern                   | deutscher Altorientalist und Semitist                                                                     | 68    |       |
| 18. Februar | Camillo Brandhuber                 | Pfarrer und Abgeordneter                                                                                  | 70    |       |
| 18. Februar | Richard Eickhoff                   | deutscher Gymnasialprofessor und Politiker (FVp), MdR                                                     | 76    |       |
| 18. Februar | Frank C. Emerson                   | US-amerikanischer Politiker (Republikanische Partei)                                                      | 48    |       |
| 18. Februar | William Rush Merriam               | US-amerikanischer Politiker                                                                               | 81    |       |
| 18. Februar | Louis Wolheim                      | US-amerikanischer Schauspieler                                                                            | 50    |       |
| 19. Februar | Marie Eugenie Delle Grazie         | österreichische Schriftstellerin                                                                          | 66    |       |
| 19. Februar | Milan von Šufflay                  | kroatischer Historiker und Politiker                                                                      | 51    |       |
| 20. Februar | Friedrich Dierig                   | deutscher Unternehmer und Textilfabrikant                                                                 | 85    |       |
| 20. Februar | Edmund Loewe                       | österreichischer Schauspieler und Operettensänger (Tenor)                                                 | 60    |       |
| 21. Februar | Rhona Haszard                      | neuseeländische Malerin                                                                                   | 30    |       |
| 21. Februar | Friedrich Wilhelm Otto Kuntze      | deutscher Geistlicher, Fremdsprachenlehrer und Übersetzer                                                 | 89    |       |
| 21. Februar | August Riekehof-Böhmer             | deutscher Gutsbesitzer und Politiker, MdR                                                                 | 81    |       |
| 21. Februar | Curt Stage                         | deutscher Theologe                                                                                        | 64    |       |
| 22. Februar | Michael Francis Fallon             | kanadischer römisch-katholischer Geistlicher und Bischof von London (Ontario)                             | 63    |       |
| 22. Februar | Anthony F. Ittner                  | US-amerikanischer Politiker                                                                               | 93    |       |
| 22. Februar | Fritz Lüdecke                      | deutscher Marineoffizier                                                                                  | 58    |       |
| 22. Februar | Heinrich Georg Rung                | deutscher römisch-katholischer Geistlicher und Heimatkundler                                              | 76    |       |
| 22. Februar | Albrecht Zimmermann                | deutscher Botaniker und Mykologe                                                                          | 70    |       |
| 23. Februar | Eduard von Capelle                 | deutscher Marineoffizier, zuletzt Admiral sowie Staatssekretär im Reichsmarineamt                         | 75    |       |
| 23. Februar | Nellie Melba                       | australische Opernsängerin (Sopran)                                                                       | 69    |       |
| 23. Februar | John Joseph Seerley                | US-amerikanischer Politiker                                                                               | 78    |       |
| 24. Februar | Julius Brauns                      | deutscher Stenograf und Systemerfinder                                                                    | 74    |       |
| 24. Februar | Friedrich August                   | letzter Großherzog von Oldenburg                                                                          | 78    |       |
| 24. Februar | Carl Gabriel                       | Schausteller und Kinobebetreiber                                                                          | 73    |       |
| 24. Februar | Fanny Gates                        | US-amerikanische Physikerin und Hochschullehrerin                                                         | 58    |       |
| 24. Februar | Margarethe Krupp                   | Ehefrau von Friedrich Alfred Krupp, treuhänderische Konzernleiterin, Stiftungsgründerin                   | 76    |       |
| 25. Februar | John C. Hemmeter                   | US-amerikanischer Mediziner                                                                               | 67    |       |
| 25. Februar | Johannes Reinke                    | deutscher Botaniker und vitalistischer Philosoph                                                          | 82    |       |
| 25. Februar | Hans Uthemann                      | deutscher Marineoffizier, zuletzt Vizeadmiral im Ersten Weltkrieg                                         | 64    |       |
| 26. Februar | John Boldt                         | deutscher Offizier der Kaiserlichen Marine                                                                | 36    |       |
| 26. Februar | Eugene S. Booth                    | US-amerikanischer Missionar der American Dutch Reformed Church                                            | 80    |       |
| 26. Februar | Otto Wallach                       | deutscher Chemiker, Nobelpreis für Chemie 1910                                                            | 83    |       |
| 27. Februar | Chandrashekhar Azad                | indischer Revolutionär und Unabhängigkeitskämpfer                                                         | 24    |       |
| 27. Februar | Edith Searle Grossmann             | neuseeländische Lehrerin, Romanautorin, Biografin, Journalistin und Feministin                            | 67    |       |
| 27. Februar | Berthold Held                      | deutscher Schauspieler, Regisseur und Schauspiellehrer                                                    | 62    |       |
| 27. Februar | Erich Wasmann                      | österreichischer Jesuit und Entomologe                                                                    | 71    |       |
| 28. Februar | Ludwig Albrecht                    | deutscher evangelisch-lutherischer und katholisch-apostolischer Theologe                                  | 69    |       |
| 28. Februar | August Bassermann                  | deutscher Theaterschauspieler, Theaterregisseur und Intendant                                             | 83    |       |
| 28. Februar | Jetze Doorman                      | niederländischer Fechter und Penathlet                                                                    | 49    |       |
| 28. Februar | Clara Herrmann                     | deutsche Pianistin und Konzertorganisatorin                                                               | 77    |       |
|             | Ottorino Mezzalama                 | italienischer Skibergsteiger und Pionier des militärischen Skibergsteigens in Italien                     | 42    |       |

## März
| Tag      | Name                             | Beruf, bekannt als                                                                          | Alter | Beleg |
| -------- | -------------------------------- | ------------------------------------------------------------------------------------------- | ----- | ----- |
| 1. März  | Henry A. Cooper                  | US-amerikanischer Politiker                                                                 | 80    |       |
| 1. März  | August Ségur-Cabanac             | österreichischer Beamter und Politiker, Landtagsabgeordneter, Abgeordneter zum Nationalrat  | 50    |       |
| 2. März  | Gustav von der Decken            | sächsischer Generalleutnant                                                                 | 69    |       |
| 2. März  | Georg Schaumberg                 | deutscher Autor                                                                             | 75    |       |
| 3. März  | Caroline Charles-Hirsch          | österreichische Theaterschauspielerin, Opernsängerin (Sopran) und Gesangspädagogin          | 82    |       |
| 3. März  | Heinrich Wilhelm Dove            | deutscher Jurist und Politiker, MdR                                                         | 77    |       |
| 3. März  | Axel von Maltzahn                | deutscher Verwaltungsbeamter und Rittergutsbesitzer                                         | 63    |       |
| 3. März  | Hasan İzzet Pascha               | osmanischer General und Pascha                                                              |       |       |
| 3. März  | Otto Reutter                     | deutscher Sänger, Verfasser von Liedern und Komiker                                         | 60    |       |
| 3. März  | Frank Russell, 2. Earl Russell   | britischer Politiker                                                                        | 65    |       |
| 3. März  | Gustav Sintenis                  | deutscher Bankier                                                                           | 51    |       |
| 4. März  | Émile Bise                       | Schweizer Politiker und Staatskanzler des Kantons Freiburg                                  | 71    |       |
| 4. März  | Alexander Ferenczy               | ungarischer Filmarchitekt                                                                   | 35    |       |
| 4. März  | Thomas Hutton-Mills              | ghanaischer Politiker                                                                       | 65    |       |
| 4. März  | Cornelius Kirschner              | österreichischer Schauspieler                                                               | 72    |       |
| 4. März  | Josef Kleefisch                  | deutscher Goldschmied                                                                       | 69    |       |
| 4. März  | Hermann Schlichting              | deutscher Redakteur und Heimatschriftsteller                                                | 70    |       |
| 4. März  | Emil Tietze                      | österreichischer Geologe                                                                    | 85    |       |
| 5. März  | Henry Dunlop                     | britischer Ingenieur                                                                        | 54    |       |
| 6. März  | Wilhelm Haarmann                 | deutscher Chemiker                                                                          | 83    |       |
| 6. März  | Franz Mylius                     | deutscher Chemiker                                                                          | 76    |       |
| 6. März  | Jan Tut                          | deutscher Zigarrenmacher und letzter Nachtwächter der Stadt Delmenhorst                     | 84    |       |
| 7. März  | Casimir von Arx                  | Schweizer Politiker (FDP)                                                                   | 78    |       |
| 7. März  | Josef Ditzen                     | deutscher Zeitungsverleger                                                                  | 68    |       |
| 7. März  | Theo van Doesburg                | niederländischer Maler und Kunsttheoretiker                                                 | 47    |       |
| 7. März  | Akseli Gallen-Kallela            | finnischer Maler, Architekt und Designer                                                    | 65    |       |
| 7. März  | Sophie Kleinfeller-Pühn          | deutsche Genremalerin                                                                       | 67    |       |
| 7. März  | Lupu Pick                        | rumänisch-deutscher Schauspieler und Regisseur                                              | 45    |       |
| 8. März  | Anton von Behr                   | deutscher Architekt, preußischer Baubeamter, Denkmalpfleger und Architekturschriftsteller   | 81    |       |
| 8. März  | Willy Osterrieth                 | belgischer Degenfechter                                                                     | 22    |       |
| 8. März  | Charles R. Thomas                | US-amerikanischer Politiker                                                                 | 69    |       |
| 9. März  | Emil Bauer                       | deutscher Theaterschauspieler                                                               | 82    |       |
| 9. März  | Charles Galloway                 | US-amerikanischer Organist                                                                  | 59    |       |
| 9. März  | Heinrich Harms zum Spreckel      | deutscher Arzt, Genealoge und Heimatforscher                                                | 56    |       |
| 9. März  | Gottlob Friedrich Lipps          | Philosoph und Psychologe                                                                    | 65    |       |
| 9. März  | Binjamin Segel                   | galizischer Autor, Journalist und Ethnologe                                                 | 64    |       |
| 9. März  | Ivan Śleszyński                  | russisch-polnischer Mathematiker                                                            | 76    |       |
| 9. März  | Harvey D. Williams               | US-amerikanischer Erfinder                                                                  |       |       |
| 10. März | Hermann Matthes                  | deutscher Lebensmittelchemiker                                                              | 61    |       |
| 10. März | Otto Schell                      | Heimatforscher des Bergischen Landes                                                        | 72    |       |
| 11. März | Otto Hense                       | deutscher klassischer Philologe                                                             | 85    |       |
| 11. März | Adolf Klein                      | österreichischer Schauspieler und Theaterdirektor                                           | 83    |       |
| 11. März | Friedrich Wilhelm Murnau         | deutscher Regisseur                                                                         | 42    |       |
| 11. März | Paul Ziller                      | deutscher Architekt                                                                         | 84    |       |
| 12. März | Lillie P. Bliss                  | amerikanische Kunstsammlerin und Mäzenin                                                    | 66    |       |
| 12. März | Fritz Encke                      | deutscher Gartenarchitekt und königlicher Gartenbaudirektor                                 | 69    |       |
| 12. März | Georg Gehlhoff                   | deutscher Physiker                                                                          | 49    |       |
| 12. März | Frida Hansen                     | norwegische Textildesignerin                                                                | 76    |       |
| 12. März | Edouard de Perrodil              | französischer Radsportler, Autor und Journalist                                             | 70    |       |
| 23. März | Harold Edward Elliott            | australischer Generalmajor und Politiker                                                    | 52    |       |
| 13. März | Vernon Hartshorn                 | britischer Politiker der Labour Party und Mitglied des House of Commons                     | 58    |       |
| 13. März | Ludwig Huber                     | deutscher Jurist, Verwaltungsbeamter und Politiker                                          | 62    |       |
| 13. März | Mansel Lewis                     | walisischer Maler des Spätimpressionismus                                                   |       |       |
| 14. März | Carl Ballod                      | Nationalökonom und Statistiker                                                              | 66    |       |
| 14. März | Charlotte Boch                   | deutsche Theaterschauspielerin                                                              | 62    |       |
| 14. März | Ernst Henning                    | deutscher Politiker (SPD, USPD, KPD), MdHB                                                  | 38    |       |
| 15. März | Otto Beständig                   | deutscher Maler                                                                             | 58    |       |
| 15. März | Friedrich Wilhelm Semmler        | deutscher Chemiker und Politiker (DNVP), MdR                                                | 70    |       |
| 15. März | Salo von Weisselberger           | österreichisch-jüdischer und rumänisch-jüdischer Politiker                                  |       |       |
| 16. März | James Benjamin Aswell            | US-amerikanischer Politiker                                                                 | 61    |       |
| 16. März | Charles Eliot                    | britischer Kolonialbeamter und Diplomat                                                     | 69    |       |
| 16. März | Gerold Meyer von Knonau          | Schweizer Historiker                                                                        | 87    |       |
| 16. März | James Neill                      | US-amerikanischer Theater- und Filmschauspieler                                             | 70    |       |
| 16. März | Edgars Rihters                   | lettischer Radrennfahrer                                                                    | 43    |       |
| 16. März | Alfred Swahn                     | schwedischer Sportschütze                                                                   | 51    |       |
| 17. März | James Ballantyne Hannay          | schottischer Chemiker                                                                       | 76    |       |
| 17. März | Pietro Maffi                     | italienischer Geistlicher, Kardinal der römisch-katholischen Kirche                         | 72    |       |
| 17. März | Joseph Alfred Micheler           | französischer Offizier, zuletzt Général de division                                         | 69    |       |
| 17. März | Pierre Paris                     | französischer Archäologe und Hispanist                                                      |       |       |
| 17. März | Hugo Retemeyer                   | deutscher Politiker, Oberbürgermeister der Stadt Braunschweig (1904–1925), MdR              | 79    |       |
| 18. März | Philipp Bachmann                 | deutscher lutherischer Theologe                                                             | 66    |       |
| 18. März | Theodor Bohlmann                 | deutscher Pianist und Komponist                                                             | 65    |       |
| 18. März | Eduard Wrobel                    | deutscher Lehrer für Mathematik und Physik, Direktor der Großen Stadtschule Rostock         | 79    |       |
| 19. März | Otto Liese                       | deutscher Politiker (DDP), MdR                                                              | 64    |       |
| 20. März | Ella Sophia Armitage             | englische Historikerin und Archäologin                                                      | 90    |       |
| 20. März | John Henry Comstock              | US-amerikanischer Entomologe, Gründer des Department für Entomologie der Cornell University | 82    |       |
| 20. März | Hermann Ludwig                   | deutscher Politiker                                                                         | 72    |       |
| 20. März | Hermann Müller                   | deutscher Politiker (SPD), MdR                                                              | 54    |       |
| 20. März | Ole Paus                         | norwegischer Stahlgroßhändler, Fabrikbesitzer und Bankdirektor                              | 84    |       |
| 21. März | Ernesto Consolo                  | italienischer Pianist, Musikpädagoge und Komponist                                          | 66    |       |
| 21. März | Jan Fegter                       | deutscher Politiker (FVP, DDP), MdR                                                         | 78    |       |
| 21. März | Charlie Poole                    | US-amerikanischer Country-Sänger                                                            | 38    |       |
| 21. März | Zygmunt Puławski                 | polnischer Flugzeugkonstrukteur und Pilot                                                   | 29    |       |
| 21. März | Erik Schmedes                    | dänischer Heldentenor                                                                       | 62    |       |
| 21. März | Georg Wiesner                    | deutscher Politiker                                                                         | 46    |       |
| 22. März | James Campbell, 1. Baron Glenavy | irischer Rechtsanwalt und Politiker                                                         | 79    |       |
| 22. März | Hermann Kutter                   | Schweizer evangelischer Theologe                                                            | 67    |       |
| 23. März | Theodor Bergmann                 | deutscher Erfinder und Fabrikbesitzer                                                       | 80    |       |
| 23. März | Karl Galster                     | deutscher Marineoffizier und Publizist                                                      | 79    |       |
| 23. März | Carl Degenhard Menzen            | deutscher Jurist, Richter und Autor                                                         | 81    |       |
| 23. März | Richard Reitzenstein             | deutscher klassischer Philologe und Religionshistoriker                                     | 69    |       |
| 23. März | William Francis Rhea             | US-amerikanischer Politiker                                                                 | 72    |       |
| 23. März | Bhagat Singh                     | indischer Freiheitskämpfer                                                                  | 23    |       |
| 23. März | Hans Stubbendorff                | deutscher Gutspächter und Politiker, MdR                                                    | 79    |       |
| 24. März | Charles Clary                    | US-amerikanischer Schauspieler                                                              | 58    |       |
| 24. März | Hermann Drück                    | deutscher Maler                                                                             | 74    |       |
| 24. März | Bartholomäus Widmayer            | österreichischer Zisterzienser und Schriftsteller                                           | 57    |       |
| 25. März | Lucia Brunacci                   | italienisches Modell und Muse                                                               |       |       |
| 25. März | James Joyce                      | US-amerikanischer Politiker                                                                 | 60    |       |
| 25. März | Victor Praefcke                  | deutscher Pädagoge und evangelisch-lutherischer Geistlicher                                 | 88    |       |
| 25. März | Ida B. Wells                     | US-amerikanische Journalistin sowie Bürger- und Frauenrechtlerin                            | 68    |       |
| 25. März | James Bamford White              | US-amerikanischer Politiker                                                                 | 88    |       |
| 26. März | Richard Borrmann                 | deutscher Bauforscher                                                                       | 78    |       |
| 26. März | Siméon Flaissières               | französischer Politiker                                                                     | 80    |       |
| 26. März | Otto Keller                      | schwäbischer Schriftsteller und Komponist                                                   | 55    |       |
| 26. März | Galeas von Thun und Hohenstein   | Großmeister des Malteserordens                                                              | 80    |       |
| 27. März | Arnold Bennett                   | englischer Schriftsteller                                                                   | 63    |       |
| 27. März | Margaret McMillan                | schottisch-britische Sozialreformerin und Pionierin der Vorschulerziehung                   | 70    |       |
| 27. März | Carl Schad                       | deutscher Architekt                                                                         | 50    |       |
| 28. März | Patrick Vincent Dwyer            | australischer Geistlicher, römisch-katholischer Bischof von Maitland                        | 72    |       |
| 28. März | Emil Gottfried Fischinger        | deutscher Elektrotechniker                                                                  | 70    |       |
| 28. März | Hermann Schaedtler               | deutscher Architekt                                                                         | 73    |       |
| 29. März | Josef Ahr                        | deutscher Agrikulturchemiker                                                                | 64    |       |
| 29. März | Robert Buser                     | Schweizer Botaniker                                                                         | 73    |       |
| 29. März | George A. Dorsey                 | US-amerikanischer Anthropologe und Ethnograph                                               | 63    |       |
| 29. März | Theodor Odinga                   | Schweizer Unternehmer und Politiker                                                         | 64    |       |
| 30. März | Frank Wilson Blackmar            | US-amerikanischer Historiker und Soziologe                                                  | 76    |       |
| 31. März | Gustav von Cube                  | deutscher Architekt                                                                         | 57    |       |
| 31. März | Johann Wunibald Deininger        | österreichischer Architekt                                                                  | 81    |       |
| 31. März | Knute Rockne                     | US-amerikanischer Footballtrainer                                                           | 43    |       |
| 31. März | Valeska Röver                    | deutsche Malerin und Kunstschulleiterin                                                     | 82    |       |
|          | Richard von Loewis of Menar      | deutscher politischer Aktivist                                                              | 30    |       |
|          | Olaf Storm                       | dänischer Schauspieler beim deutschen Stummfilm                                             | 37    |       |